# 葛成修
葛成修（?—?），字德三，河南省固始縣人，清朝政治人物、進士出身。
葛成修幼年出繼舅父張金瑞爲子，於是改姓張，張成修。由優廩生中式光緒二十三年（1897年）丁酉科本省鄉試舉人，光緒三十年（1904年），會試中式第201名，殿試成二甲85名進士，榜姓張。改翰林院庶吉士。光緒三十三年（1907年）散館授編修。次年經奏調前往河南辦理學務。曾擔任優級師範學堂監督。宣統元年（1909年）嗣父病故，奏請改回葛姓。次年自請辭退。